# Sun Bowl 2017
Match précédent Match suivant
Le Sun Bowl 2017 est un match de football américain de niveau universitaire joué après la saison régulière de 2017, le 29 décembre 2017 au Sun Bowl Stadium d'El Paso dans l'état du Texas aux États-Unis.
Il s'agit de la 84e édition du Sun Bowl.
Le match met en présence les équipes des Wolfpack de North Carolina State issus de la Atlantic Coast Conference et des Sun Devils d'Arizona State issus de la Pacific-12 Conference.
Il débute à 13 h 20 locales et est retransmis en télévision sur ESPN.
Sponsorisé par la société Hyundai Motor America (en), le match est officiellement dénommé le Hyundai Sun Bowl 2017.
Wolfpack de North Carolina State gagne le match sur le score de 52 à 31.

## Présentation du match
| Équipes                                                                                             | Conférences | Entraîneurs      | Stats. saison rég. | Classements avant le bowl CFP-AP-Coaches |
| --------------------------------------------------------------------------------------------------- | ----------- | ---------------- | ------------------ | ---------------------------------------- |
| NC State                                                                                            | ACC         | Dave Doeren (en) | 9 - 4              | #24 - NC - NC                            |
| Arizona State                                                                                       | Pac-12      | Todd Graham (en) | 7 - 6              | NC - NC - NC                             |
| Arbitre : Mike Cannon (Big Ten) Équipe donnée favorite par les bookmakers : NC State par 5,5 points |             |                  |                    |                                          |

Il s'agit de la 3e rencontre entre ces deux équipes :
- le 12 novembre 1960, victoire d'Arizona State, 25 à 22 ;
- le 16 novembre 1974, victoire de North Carolina State, 35 à 14.

### Wolfpack de North Carolina State
Avec un bilan global en saison régulière de 8 victoires et 4 défaites, NC State est éligible et accepte l'invitation pour participer au Sun Bowl de 2017.
Ils terminent 2e de l'Atlantic Division de la Atlantic Coast Conference derrière no 4 Clemson, avec un bilan en matchs de conférence de 6 victoires et 2 défaites.
À l'issue de la saison 2017 (bowl non compris), ils seront classés # 24 aux classements CFP et AP et n'apparaissent pas aux classements AP et Coaches.
À l'issue de la saison 2017 (bowl compris), ils seront classés # 23 aux classements AP et Coaches, le classement CFP n'étant pas republié après les bowls.
Il s'agit de leur toute 1re apparition au Sun Bowl.

### Sun Devils d'Arizona State
Avec un bilan global en saison régulière de 7 victoires et 6 défaites, Arizona State est éligible et accepte l'invitation pour participer au Sun Bowl de 2017.
Ils terminent 2e de la South Division de la Pacific-12 Conference derrière no 12 USC, avec un bilan en matchs de conférence de 6 victoires et 3 défaites.
À l'issue de la saison 2017, ils n'apparaissent pas dans les classements CFP, AP et Coaches.
Il s'agit de leur 5e participation au Sun Bowl :
- 1er janvier 1940 : match nul 0 à 0 contre Cardinals University Catholic ;
- 31 décembre 1997 : victoire 17 à 7 contre Iowa ;
- 31 décembre 2004 : victoire 27 à 23 contre Purdue ;
- 27 décembre 2014 : victoire 36 à 31 contre Duke.

## Résumé du match
Début du match à 13 h 20, fin à 17 h 01 pour une durée totale de jeu de 05 h 01 min.
Températures de 18 °C, ciel dégagé.
| QT          | Temps       | Drive       | Drive       | Drive       | Équipe      | Description de l'action | Score | Score |
| QT          | Temps       | Jeux        | Yards       | TDP         | Équipe      | Description de l'action | NCSU  | ASU   |
| ----------- | ----------- | ----------- | ----------- | ----------- | ----------- | --- | ----- | ----- |
| 1           | 02:40       | 15          | 87          | 06:46       | NCSU        | TD à la suite d'une course de 5 yards par RB Nyheim Hines + 1 extra-point par K. Kyle Bambard                                      | 7     | 0     |
| 2           | 14:13       | 6           | 56          | 01:53       | NCSU        | TD à la suite d'une course de 5 yards par RB Nyheim Hines + 1 extra-point par K. Kyle Bambard                                      | 14    | 0     |
| 2           | 08:06       | 14          | 62          | 06:07       | ASU         | FG de 24 yards par K Brandon Ruiz                                                                                                  | 14    | 3     |
| 2           | 04:42       | 7           | 75          | 03:24       | NCSU        | TD à la suite d'une course de 5 yards par RB Nyheim Hines + 1 extra-point par K. Kyle Bambard                                      | 21    | 3     |
| 2           | 02:08       | 7           | 72          | 02:34       | ASU         | TD de 6 yards par WR N'Keal Harry à la suite d'une réception d'une passe de QB Manny Wilkins + 1 extra-point par K. Brandon Ruiz   | 21    | 10    |
| 2           | 01:00       | 5           | 49          | 01:08       | NCSU        | TD de 25 yards par WR Jakobi Meyers à la suite d'une réception d'une passe de QB Ryan Finley + 1 extra-point par K. Kyle Bambard   | 28    | 10    |
| 3           | 08:20       | 4           | 4           | 01:58       | NCSU        | FG de 26 yards par K Kyle Bambard                                                                                                  | 31    | 10    |
| 4           | 14:54       | 12          | 80          | 07:14       | NCSU        | TD à la suite d'une course de 23 yards par RB Reggie Gallaspy II + 1 extra-point par K. Kyle Bambard                               | 38    | 10    |
| 4           | 09:52       | 12          | 76          | 05:02       | ASU         | TD à la suite d'une course de 1 yard par QB Manny Wilkins + 1 extra-point par K. Brandon Ruiz                                      | 38    | 17    |
| 4           | 08:53       | 4           | 45          | 00:59       | ASU         | TD de 19 yards par WR Kyle Williams à la suite d'une réception d'une passe de QB Manny Wilkins + 1 extra-point par K. Brandon Ruiz | 38    | 24    |
| 4           | 04:06       | 8           | 38          | 04:47       | NCSU        | TD à la suite d'une course de 2 yards par WR Jaylen Samuels + 1 extra-point par K. Kyle Bambard                                    | 45    | 24    |
| 4           | 02:13       | 6           | 80          | 01:53       | ASU         | TD de 20 yards par WR Frank Darby à la suite d'une réception d'une passe de QB Manny Wilkins + 1 extra-point par K. Brandon Ruiz   | 45    | 31    |
| 4           | 01:54       | 2           | 3           | 00:16       | NCSU        | TD à la suite d'une course de 2 yards par RB Reggie Gallaspy II + 1 extra-point par K. Kyle Bambard                                | 52    | 31    |
| Score final | Score final | Score final | Score final | Score final | Score final | Score final | 52    | 31    |

## Statistiques
| Meilleur joueur (MVP) |                                  |       |
| Nom                   | Équipe                           | Poste |
| Nyheim Hines (en)     | Wolfpack de North Carolina State | RB    |

| Statistiques par équipe                |                                                       |                                                       |
| Statistiques                           | NCSU                                                  | ASU                                                   |
| 1er down                               | 23                                                    | 23                                                    |
| 1er down à la course                   | 9                                                     | 8                                                     |
| 1er down à la passe                    | 13                                                    | 15                                                    |
| 1er down suite pénalité                | 1                                                     | 1                                                     |
| Conversion de 3e down                  | 10/15                                                 | 8/14                                                  |
| Conversion de 4e down                  | 1/2                                                   | 0/0                                                   |
| Jeux–yards                             | 72 jeux pour 482 yards                                | 70 jeux pour 469 yards                                |
| Yards à la course                      | 43 courses pour 164 yards moyenne de 3,8 yards/course | 30 courses pour 117 yards moyenne de 3,9 yards/course |
| Yards à la passe                       | 318                                                   | 352                                                   |
| Passes : Réussies-Tentées-Interceptées | 24/29 passes complétées, 0 interception               | 25/40 passes complétées, 3 interceptions              |
| Réussite en zone rouge/chances         | 6:7                                                   | 5:5                                                   |
| TD                                     | 7                                                     | 4                                                     |
| Field Goals                            | 1:1                                                   | 1:2                                                   |
| Sacks (Nombre-Yards)                   | 3 pour 22 yards adverses perdus                       | 1 pour 8 yards adverses perdus                        |
| Fumbles (Nombre/Perdus)                | 1/1                                                   | 1/1                                                   |
| Pénalités (Nombre/Yards perdus)        | 5 pour 45 yards perdus                                | 1 pour 4 yards perdus                                 |
| Temps de possession                    | 34/29                                                 | 25/31                                                 |

| Statistiques individuelles |                 |                                                                           |
| Quaterbacks                |                 |                                                                           |
| NCSU                       | Finley, Ryan    | 24:29 passes complétées, 318 yards, 0 interception, 1 TD, 1 sack subi     |
| ASU                        | Wilkins, Manny  | 25/40 passes complétées, 352 yards, 3 interceptions, 3 TDs, 3 sacks subis |
| Meilleurs coureurs         |                 |                                                                           |
| NCSU                       | Hines, Nyheim   | 16 courses pour 72 yards nets gagnés, 3 TDs, moyenne de 4,5 yards/course  |
| ASU                        | Richard,Demario | 13 courses pour 50 yards nets gagnés, 0 TD, moyenne de 3,8 yards/course   |
| Meilleurs receveurs        |                 |                                                                           |
| NCSU                       | Louis, Stephen  | 3 réceptions pour 115 yards gagnés, 0 TD                                  |
| ASU                        | Harry, N'Keal   | 9 réceptions pour 142 yards gagnés, 1 TD                                  |
| Meilleurs tacleurs         |                 |                                                                           |
| NCSU                       | Moore, Airius   | 10 tacles dont 4 en solo,1 interception                                   |
| ASU                        | Wilson, Jay Jay | 12 tacles dont 6 en solo                                                  |